# Bilitis
Bilitis è un film del 1977 diretto da David Hamilton.
La pellicola è sceneggiata da Catherine Breillat e ispirata alla raccolta poetica Les Chansons de Bilitis (1894) di Pierre Louÿs.

## Trama
In un anno imprecisato del Novecento, l'adolescente Bilitis frequenta a tempo pieno un collegio femminile, dove intrattiene una relazione intima con una compagna. Terminato l'anno scolastico, Bilitis trascorre le vacanze estive ospite d'una coppia facoltosa, per infatuarsi ricambiata di Melissa - moglie tradita e oggetto di violenze del brutale marito Pierre - ed intrattenere al contempo una relazione affettiva con il giovane fotografo Lucas.
Intuendo che la tristezza di Melissa è dovuta all'inappagamento sessuale con gli uomini, Bilitis si mette alla ricerca di un amante più adatto e degno di lei. La donna lo trova proprio in Lucas, e a Bilitis non resta che tornarsene triste in collegio, consapevole di non essere ancora pronta per affrontare la vita adulta.